# Japans MotoGP 2007
Japans MotoGP 2007 var ett race som kördes den 23 september på Twin Ring Motegi.

## MotoGP
I ett dramatiskt lopp säkrade Casey Stoner sin första VM-titel. Australiern hade ett dåligt kval, men flög fram i de blöta förhållandena i början, och slogs med Anthony West om ledningen. West blev dock inkallad till ett ridethrough genom depån, p.g.a. en tjuvstart. Det innebar att Stoner och Marco Melandri slogs om ledningen, med Valentino Rossi och Dani Pedrosa, som närmade sig. Rossi körde riktigt fort och gick förbi både Stoner och Melandri och gick upp i ledningen. Medan banan torkade gick många förare in och bytte till cyklar med torrdäck; ett vinnande drag. De andra stannade ute och var under tre-fyra varv sex sekunder långsammare per varv innan alla utom Pedrosa kom in. Spanjoren kraschade på väg in, när däcken var helt slut. Rossi åkte ut redan på utvarvet och kom in igen, vilket i praktiken säkrade Stoners VM-titel. Längst fram låg plötsligt Stoners stallkamrat Loris Capirossi, som höll undan och tog sin tredje raka seger i Japan.

### Resultat
| Plats | Förare           | Märke    | Grid | Kvaltid  |
| ----- | ---------------- | -------- | ---- | -------- |
| 1     | Loris Capirossi  | Ducati   | 8    | 1.47,047 |
| 2     | Randy de Puniet  | Kawasaki | 4    | 1.46,643 |
| 3     | Toni Elías       | Honda    | 5    | 1.46,804 |
| 4     | Sylvain Guintoli | Yamaha   | 18   | 1.48,085 |
| 5     | Marco Melandri   | Honda    | 10   | 1.47,136 |
| 6     | Casey Stoner     | Ducati   | 9    | 1.47,121 |
| 7     | Anthony West     | Kawasaki | 6    | 1.46,912 |
| 8     | Alex Barros      | Ducati   | 15   | 1.47,367 |
| 9     | Nicky Hayden     | Honda    | 3    | 1.46,575 |
| 10    | John Hopkins     | Suzuki   | 11   | 1.47,163 |
| 11    | Chris Vermeulen  | Suzuki   | 17   | 1.47,914 |
| 12    | Makoto Tamada    | Yamaha   | 16   | 1.47,714 |
| 13    | Valentino Rossi  | Yamaha   | 2    | 1.46,255 |
| 14    | Colin Edwards    | Yamaha   | 7    | 1.46,997 |
| 15    | Shinichi Ito     | Ducati   | 20   | 1.49,548 |
| 16    | Shinya Nakano    | Kawasaki | 12   | 1.47,295 |
| 17    | Akira Yanagawa   | Kawasaki | 19   | 1.48,569 |
| 18    | Carlos Checa     | Honda    | 14   | 1.47,334 |
| 19    | Kousuke Akiyoshi | Suzuki   | 13   | 1.47,316 |
| 20    | Dani Pedrosa     | Honda    | 1    | 1.45,864 |
| 21    | Kurtis Roberts   | KR-Honda | 21   | 1.50,035 |